# Kętrzyn
Kętrzyn, antigua Rastemburgo (en alemán: Rastenburg; antiguamente en polaco: Rastembork), es una población de 28.351 habitantes (2004), en el noreste de Polonia. Se encuentra en el Voivodato de Varmia y Masuria (desde 1999), anteriormente (1975-1998) Kętrzyn formaba parte del Voivodato de Olsztyn. Es la capital del condado de Kętrzyn. En 1950 la ciudad fue renombrada en honor a Wojciech Kętrzyński.

## Historia
Los pobladores originales de la zona fueron la tribu báltica de los Aesti, mencionados por Tácito en su Germania (98 d. C.). El pueblo de Rastenburg fue establecido en 1329 en el Estado Monástico de los Caballeros Teutónicos y se le concedieron derechos de ciudad en 1357. 
Posteriormente, la población formó parte de la provincia alemana de Prusia Oriental, siendo denominada en alemán como Rastenburg y en polaco como Rastembork. 
La región fue escenario de combates durante ambas guerras mundiales. En 1914 allí se libró la batalla de los lagos de Masuria durante la campaña de Tannenberg.
El cuartel de mando militar de Adolf Hitler durante la Segunda Guerra Mundial —la Guarida del Lobo— se encontraba ubicado en el bosque al este de Rastemburgo. En el búnker tuvo lugar el fallido atentado del 20 de julio de 1944 contra Hitler. En 1945 la zona fue devastada tanto por los alemanes que se retiraban como por los rusos durante la ofensiva del Oder-Vístula. Las ruinas de la Guarida del Lobo, dinamitadas por los alemanes en retirada, son actualmente un punto de interés turístico.
Rastemburgo fue ocupada por el Ejército Rojo en 1945 cerca del final de la Segunda Guerra Mundial. Al finalizar la guerra, la zona quedó bajo administración polaca según lo acordado en la Conferencia de Potsdam. Los residentes alemanes que no habían sido evacuados fueron posteriormente expulsados hacia el oeste y reemplazados por polacos. En 1950 la población fue renombrada como Kętrzyn en honor al activista masuriano Wojciech Kętrzyński.

## Clima
| Parámetros climáticos promedio de Kętrzyn (1991-2020) | Parámetros climáticos promedio de Kętrzyn (1991-2020) | Parámetros climáticos promedio de Kętrzyn (1991-2020) | Parámetros climáticos promedio de Kętrzyn (1991-2020) | Parámetros climáticos promedio de Kętrzyn (1991-2020) | Parámetros climáticos promedio de Kętrzyn (1991-2020) | Parámetros climáticos promedio de Kętrzyn (1991-2020) | Parámetros climáticos promedio de Kętrzyn (1991-2020) | Parámetros climáticos promedio de Kętrzyn (1991-2020) | Parámetros climáticos promedio de Kętrzyn (1991-2020) | Parámetros climáticos promedio de Kętrzyn (1991-2020) | Parámetros climáticos promedio de Kętrzyn (1991-2020) | Parámetros climáticos promedio de Kętrzyn (1991-2020) | Parámetros climáticos promedio de Kętrzyn (1991-2020) |
| Mes                                                   | Ene.                                                  | Feb.                                                  | Mar.                                                  | Abr.                                                  | May.                                                  | Jun.                                                  | Jul.                                                  | Ago.                                                  | Sep.                                                  | Oct.                                                  | Nov.                                                  | Dic.                                                  | Anual                                                 |
| ----------------------------------------------------- | ----------------------------------------------------- | ----------------------------------------------------- | ----------------------------------------------------- | ----------------------------------------------------- | ----------------------------------------------------- | ----------------------------------------------------- | ----------------------------------------------------- | ----------------------------------------------------- | ----------------------------------------------------- | ----------------------------------------------------- | ----------------------------------------------------- | ----------------------------------------------------- | ----------------------------------------------------- |
| Temp. máx. abs. (°C)                                  | 12.3                                                  | 15.3                                                  | 22.6                                                  | 28.7                                                  | 30.6                                                  | 33.3                                                  | 35.1                                                  | 36.1                                                  | 35.5                                                  | 25.0                                                  | 17.8                                                  | 12.0                                                  | 36.1                                                  |
| Temp. máx. media (°C)                                 | 0.1                                                   | 1.4                                                   | 5.9                                                   | 13.3                                                  | 18.7                                                  | 21.5                                                  | 23.9                                                  | 23.6                                                  | 18.3                                                  | 11.9                                                  | 5.6                                                   | 1.6                                                   | 12.2                                                  |
| Temp. media (°C)                                      | -2.2                                                  | -1.4                                                  | 2.0                                                   | 8.0                                                   | 13.0                                                  | 16.1                                                  | 18.4                                                  | 18.0                                                  | 13.4                                                  | 8.1                                                   | 3.3                                                   | -0.5                                                  | 8                                                     |
| Temp. mín. media (°C)                                 | -4.6                                                  | -4.0                                                  | -1.4                                                  | 3.1                                                   | 7.5                                                   | 10.9                                                  | 13.3                                                  | 13.0                                                  | 9.3                                                   | 4.9                                                   | 1.2                                                   | -2.7                                                  | 4.2                                                   |
| Temp. mín. abs. (°C)                                  | -30.7                                                 | -28.7                                                 | -24.0                                                 | -9.6                                                  | -3.7                                                  | -0.1                                                  | 4.7                                                   | 3.3                                                   | -2.5                                                  | -8.0                                                  | -21.4                                                 | -25.2                                                 | -30.7                                                 |
| Precipitación total (mm)                              | 32.5                                                  | 27.6                                                  | 35.3                                                  | 36.0                                                  | 58.4                                                  | 74.7                                                  | 80.9                                                  | 73.9                                                  | 55.6                                                  | 54.7                                                  | 44.4                                                  | 36.5                                                  | 610.5                                                 |
| Nevadas (cm)                                          | 201.7                                                 | 204.7                                                 | 120.8                                                 | 12.1                                                  | 0.3                                                   | 0                                                     | 0                                                     | 0                                                     | 0                                                     | 2.3                                                   | 27.9                                                  | 118.9                                                 | 688.7                                                 |
| Días de lluvias (≥ 1 mm)                              | 9.3                                                   | 7.4                                                   | 8.8                                                   | 7.1                                                   | 8.9                                                   | 10.2                                                  | 10.5                                                  | 10.1                                                  | 8.5                                                   | 9.0                                                   | 8.9                                                   | 8.9                                                   | 107.6                                                 |
| Días de nevadas (≥ 1 mm)                              | 17.3                                                  | 16.6                                                  | 9.7                                                   | 1.5                                                   | 0                                                     | 0                                                     | 0                                                     | 0                                                     | 0                                                     | 0.5                                                   | 4.4                                                   | 13.2                                                  | 63.2                                                  |
| Horas de sol                                          | 44.8                                                  | 64.1                                                  | 124.6                                                 | 192.3                                                 | 251.4                                                 | 247.3                                                 | 254.1                                                 | 234.3                                                 | 160.6                                                 | 105.3                                                 | 43.0                                                  | 33.6                                                  | 1755.4                                                |
| Humedad relativa (%)                                  | 89.3                                                  | 86.8                                                  | 79.9                                                  | 71.1                                                  | 72.4                                                  | 76.1                                                  | 77.5                                                  | 76.7                                                  | 81.7                                                  | 86.2                                                  | 91.2                                                  | 91.1                                                  | 81.7                                                  |
| Fuente: Promedios y totales mensuales                 |                                                       |                                                       |                                                       |                                                       |                                                       |                                                       |                                                       |                                                       |                                                       |                                                       |                                                       |                                                       |                                                       |

## Galería

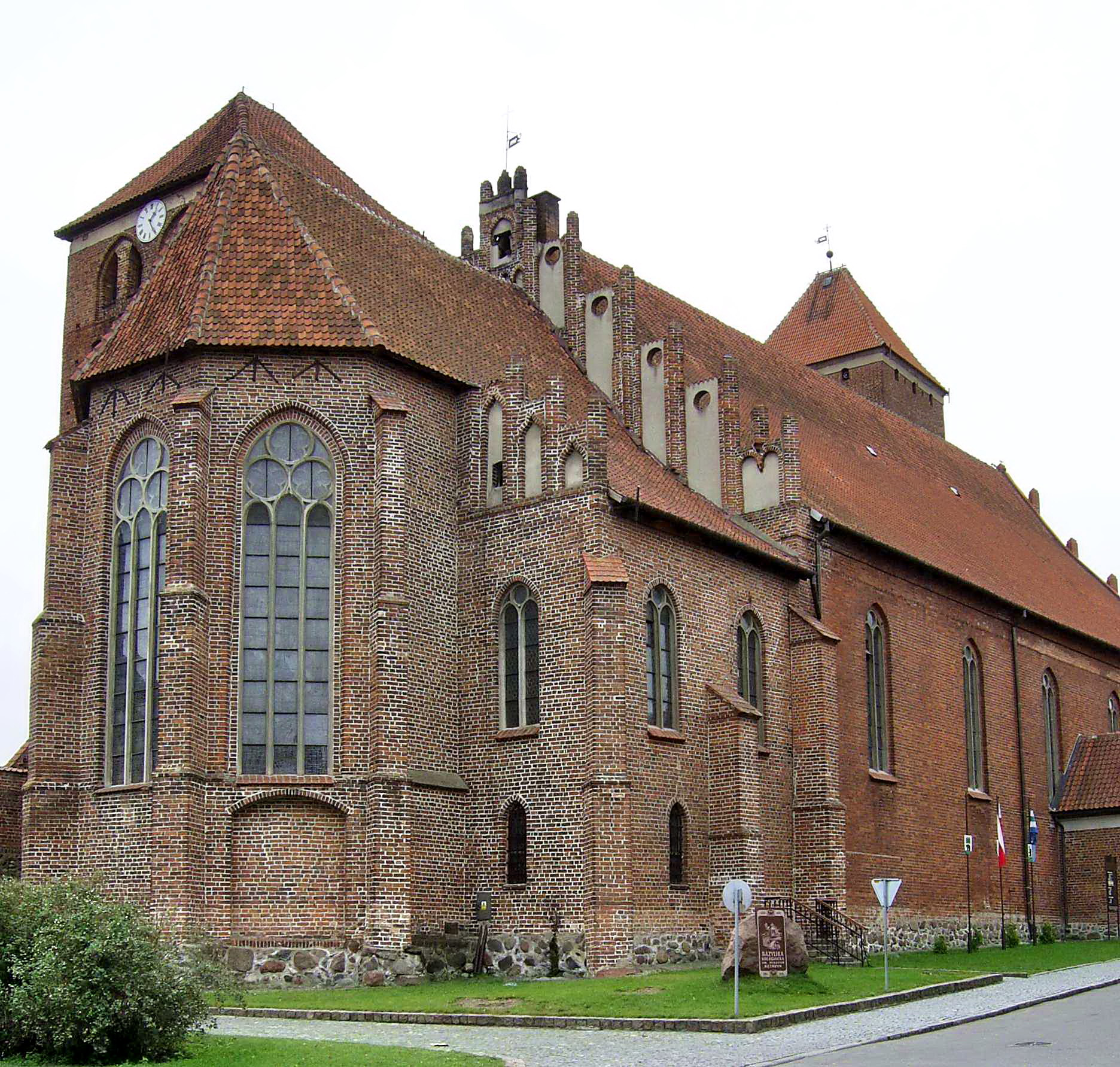
Iglesia de San Jorge en Kętrzyn, en estilo gótico báltico
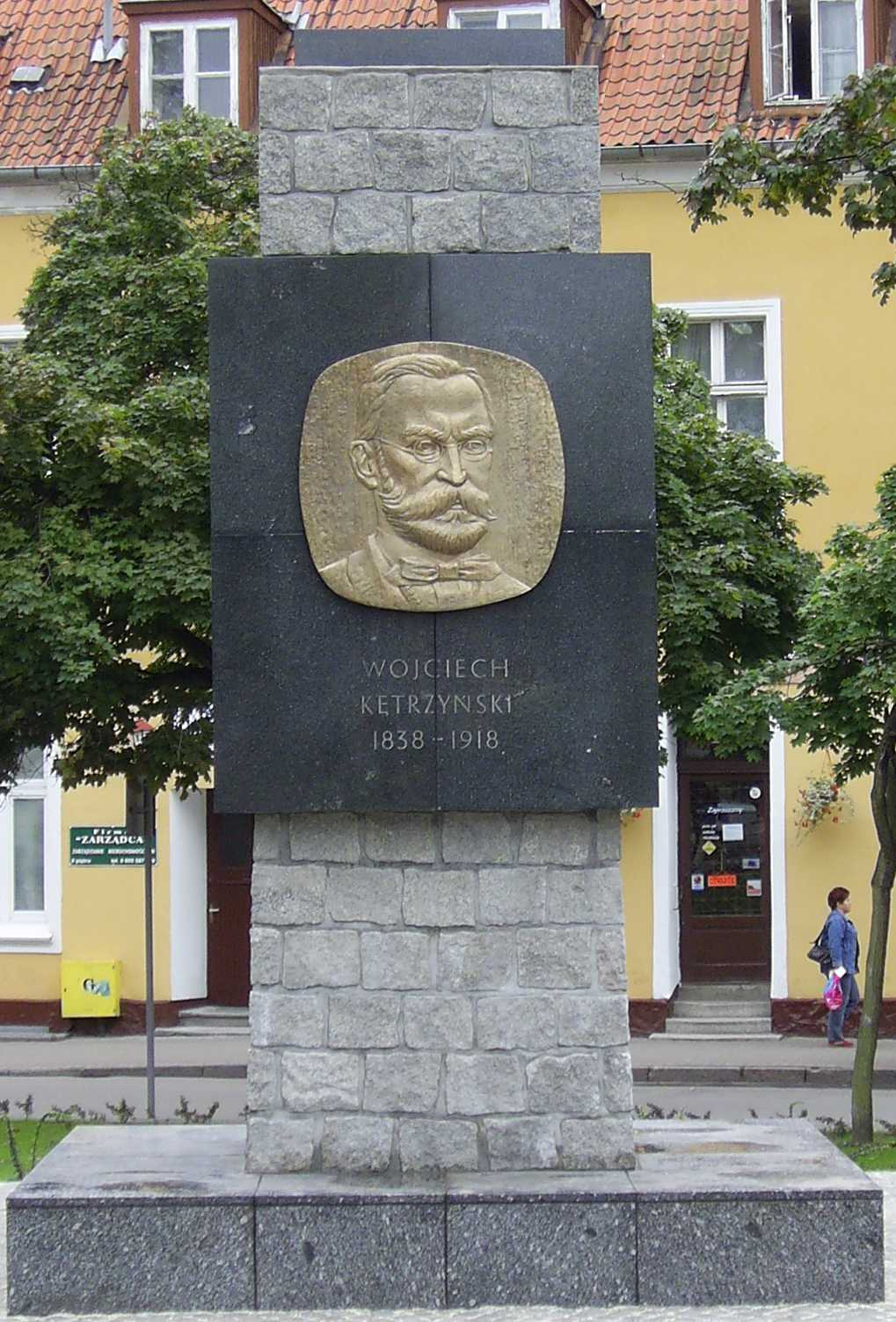
Monumento en Kętrzyn a Wojciech Kętrzyński
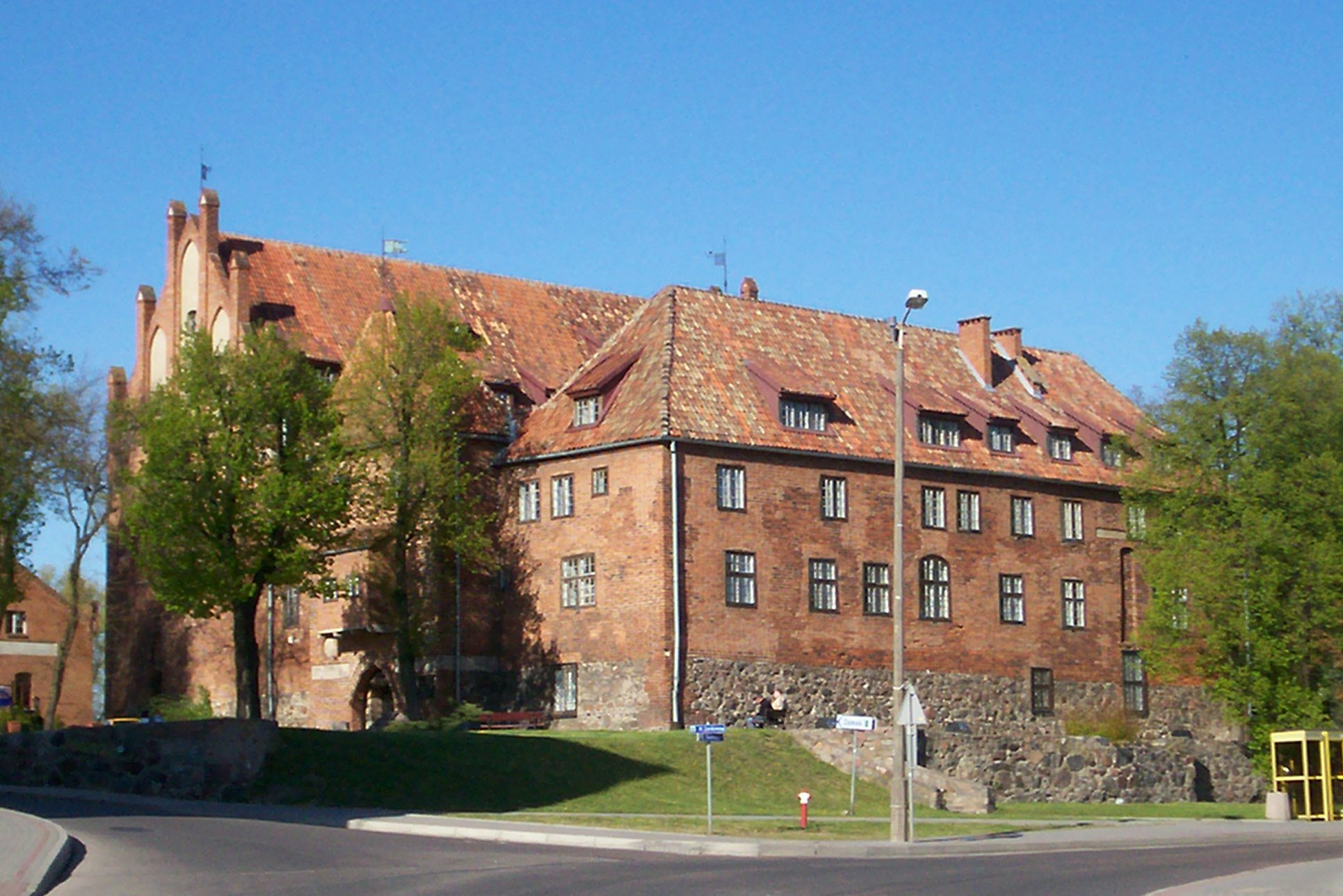
Castillo Kętrzyn
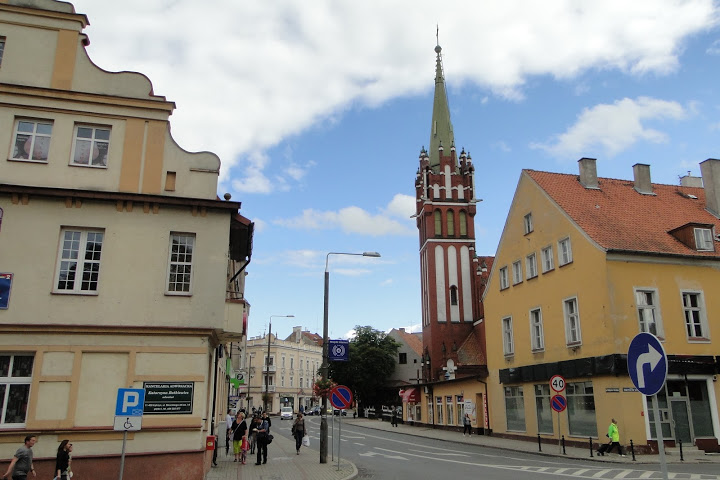
Calle en Kenshin

## Ciudades hermanadas
Kętrzyn mantiene un hermanamiento de ciudades con:
- Svetly, Noroeste, Rusia.
- Volodímir-Volinski, Volinia, Ucrania.
- Wesel, Renania del Norte-Westfalia, Alemania.
- Zlaté Hory, Olomouc, República Checa.